# Pudlavský vodopád
Pudlavský vodopád (německy Pudelfall) je 3. největší vodopád v Česku, měří 122 metrů. Nachází se v Krkonoších, v Labském dole. Celkový sklon je ale pouze 25°. Hlavní vodopád tvoří dvě ramena, která se opět spojují v tůni pod vodopádem.
Říčka Pudlava je levostranný přítok Labe. Pramení v jižních svazích Vysokého kola (1510 m), je 2 km dlouhá a stéká Pudlavským dolem.